# 卡羅利納 (南非)
卡羅利納是南非的城鎮，位於該國東北部，由普馬蘭加省負責管轄，始建於1883年，面積18.69平方公里，2001年人口2,952，人口密度每平方公里約160人。